# Knotterormstjärnor
Knotterormstjärnor (Ophiacanthidae) är en familj av ormstjärnor som beskrevs av Perrier 1891. Knotterormstjärnor ingår i ordningen Ophiurida, klassen ormstjärnor, fylumet tagghudingar och riket djur. Enligt Catalogue of Life omfattar familjen Ophiacanthidae 338 arter. 

## Bildgalleri

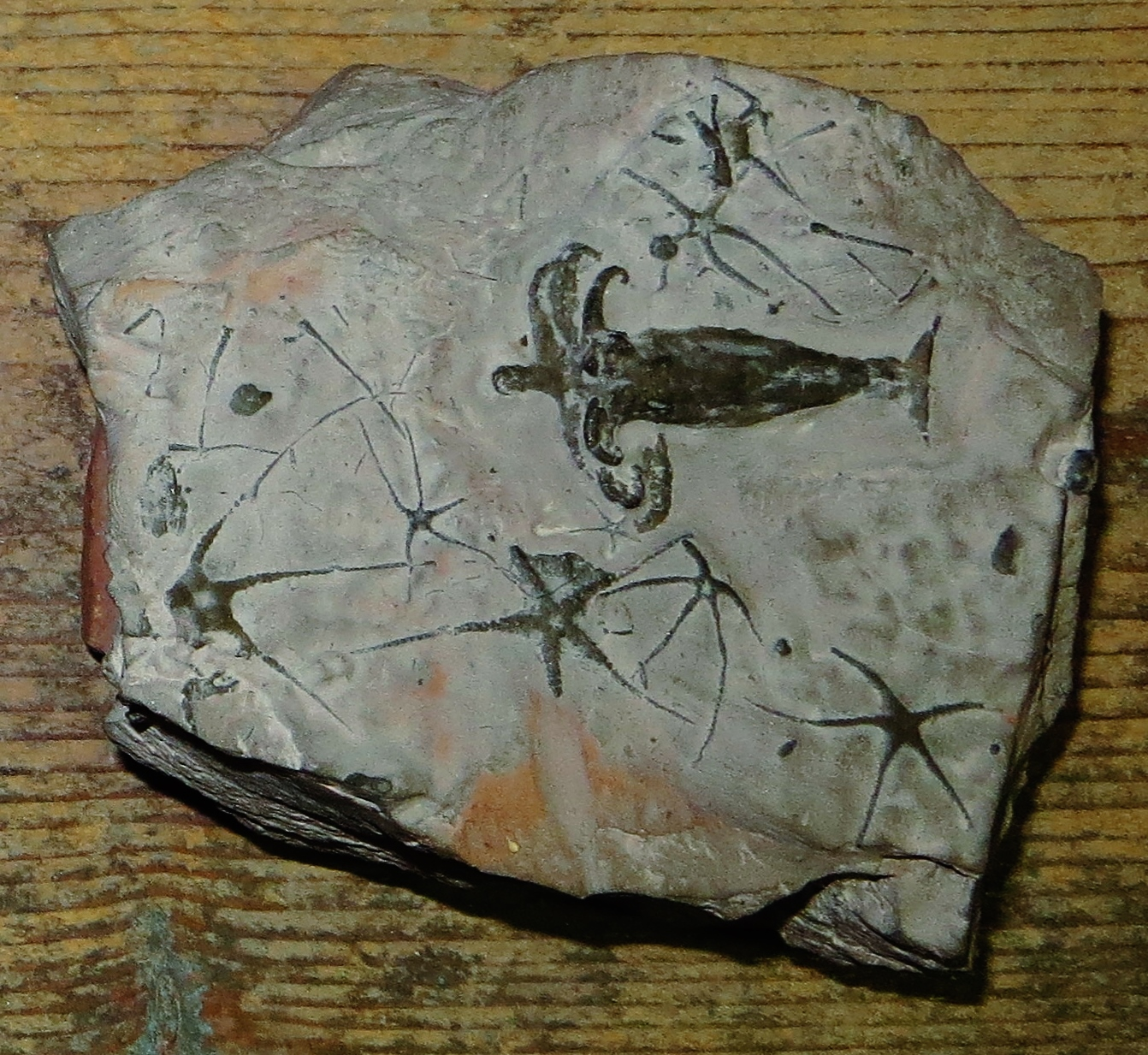
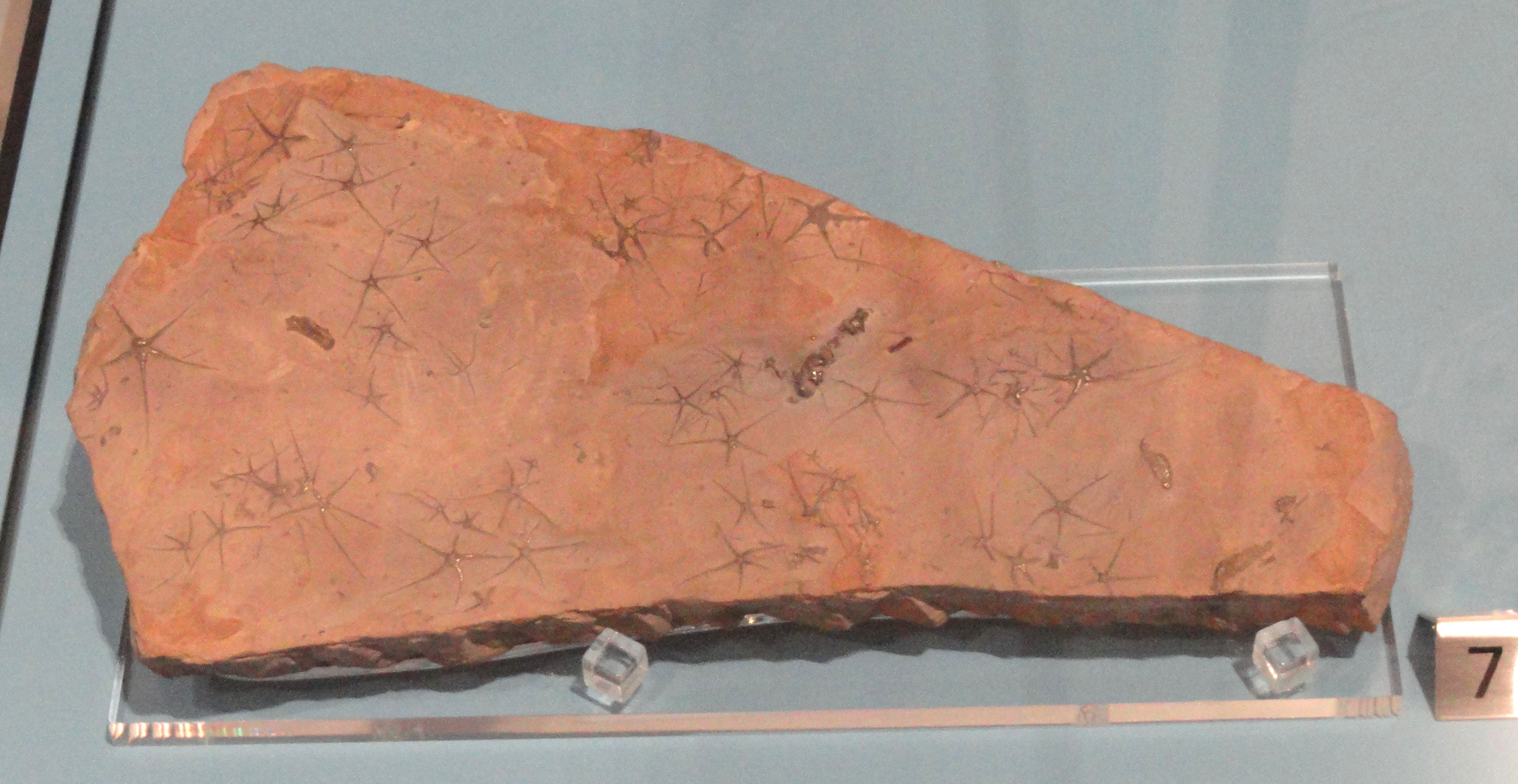

## Dottertaxa till Knotterormstjärnor, i alfabetisk ordning[1][2]
- Glaciacantha
- Microphiura
- Ophiacantha
- Ophiacanthella
- Ophialcaea
- Ophienigma
- Ophientrema
- Ophiocamax
- Ophiochytra
- Ophiocomina
- Ophiocopa
- Ophiocymbium
- Ophiodaces
- Ophiodelos
- Ophiodictys
- Ophiogema
- Ophiohamus
- Ophiohelus
- Ophiolamina
- Ophiolebes
- Ophiolimna
- Ophiologimus
- Ophiomedea
- Ophiomitra
- Ophiomitrella
- Ophiomyces
- Ophioparva
- Ophiophthalmus
- Ophioplinthaca
- Ophiopristis
- Ophioprium
- Ophioripa
- Ophiosemnotes
- Ophiosparte
- Ophiothamnus
- Ophiothauma
- Ophiotholia
- Ophiotoma
- Ophiotrema
- Ophiotreta
- Ophiurothamnus